# Hoste (Slovacchia)
Hoste (in ungherese Kisgeszt) è un comune della Slovacchia facente parte del distretto di Galanta, nella regione di Trnava.